# Portugals herrlandslag i volleyboll

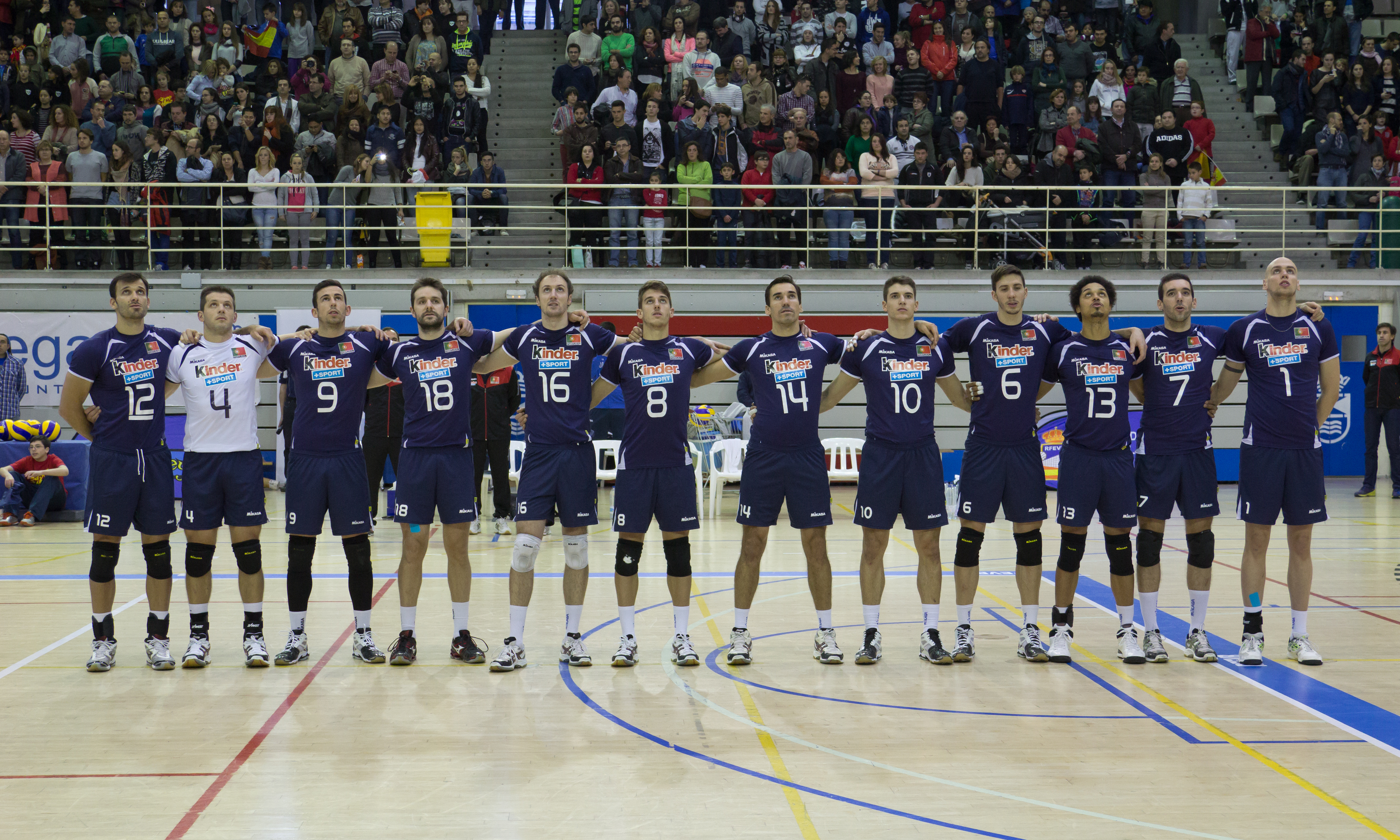
Portugals herrlandslag 2013.

Portugals herrlandslag i volleyboll (portugisiska: Seleção Portuguesa de Voleibol Masculino) representerar Portugal i volleyboll på herrsidan. Laget slutade på fjärde plats i Europamästerskapet 1948.

### Fotnoter
1. ↑  Todor Krastev (19 mars 1948). ”Men Volleyball I European Championship 1948 Rome (ITA) - 24-26.09 Winner Czechoslovakia” (på engelska). Sport Statistics. Arkiverad från originalet den 26 juni 2015. https://web.archive.org/web/20150626134503/http://todor66.com/volleyball/Europe/Men_1948.html. Läst 25 juni 2015.